# 三木俊治
三木 俊治（みき としじ、1932年（昭和7年）1月29日 - 2009年（平成21年）11月24日）は、日本の政治家、実業家。徳島市長、阿波製紙会長。慶應義塾大学経済学部卒業。孫（次男の娘）は女優の三木理紗子。徳島県板野郡松茂町出身。

## 経歴
三木産業社長・13代三木與吉郎の二男として生まれる。
- 1954年 - 慶應義塾大学経済学部卒業。
- 1954年 - 第一銀行に入行。
- 1965年 - 第一銀行を退社。大昭興業専務取締役に就任。
- 1968年 - 阿波製紙の社長に就任。
- 1985年 - 徳島市長に就任。姉妹都市であるポルトガルのレイリアとの交流親善を尽くす。
- 1993年 - 徳島市長を勇退。徳島文化女子短期大学家政科客員教授（1998年まで）
- 1996年 - 第41回衆議院議員総選挙で徳島県第1区より自由民主党から出馬するが落選する。
- 1999年 - ポルトガルレイリア市の名誉市民の称号授与。
- 2001年 - 在徳島ポルトガル名誉領事に任命される。
- 2002年 - 勲四等旭日小綬章受章。
- 2005年 - ポルトガル政府より功労勲章を賜る[5]。
- 2009年 - 心不全のため徳島市の病院で死去。告別式はヤラカスシティホールで行われ、喪主は長男で阿波製紙代表取締役社長三木康弘が行った。生前は阿波製紙会長を務める傍ら、徳島日本ポルトガル協会顧問、財団法人阿波人形浄瑠璃振興会会長などを務めていた。死没日をもって正六位に叙される[6]。

## 市長在任中
- 1989年 - 市制施行100周年記念式典を開催。
- 1990年 - 徳島県文化の森総合公園が八万町にオープン。
- 1991年 - 中国丹東市と友好都市締結。
- 1992年 - 徳島市立徳島城博物館がオープン。
- 1993年 - 徳島県と香川県の両県を主会場として東四国国体が開催される。

## 著書
- 『地域の自立をめざして とくしま自治体会議報告集』（1998年、田村明、公人社）